# Helius gracillimus
Helius gracillimus là một loài ruồi trong họ Limoniidae. Chúng phân bố ở miền Cổ bắc.